# Matematik

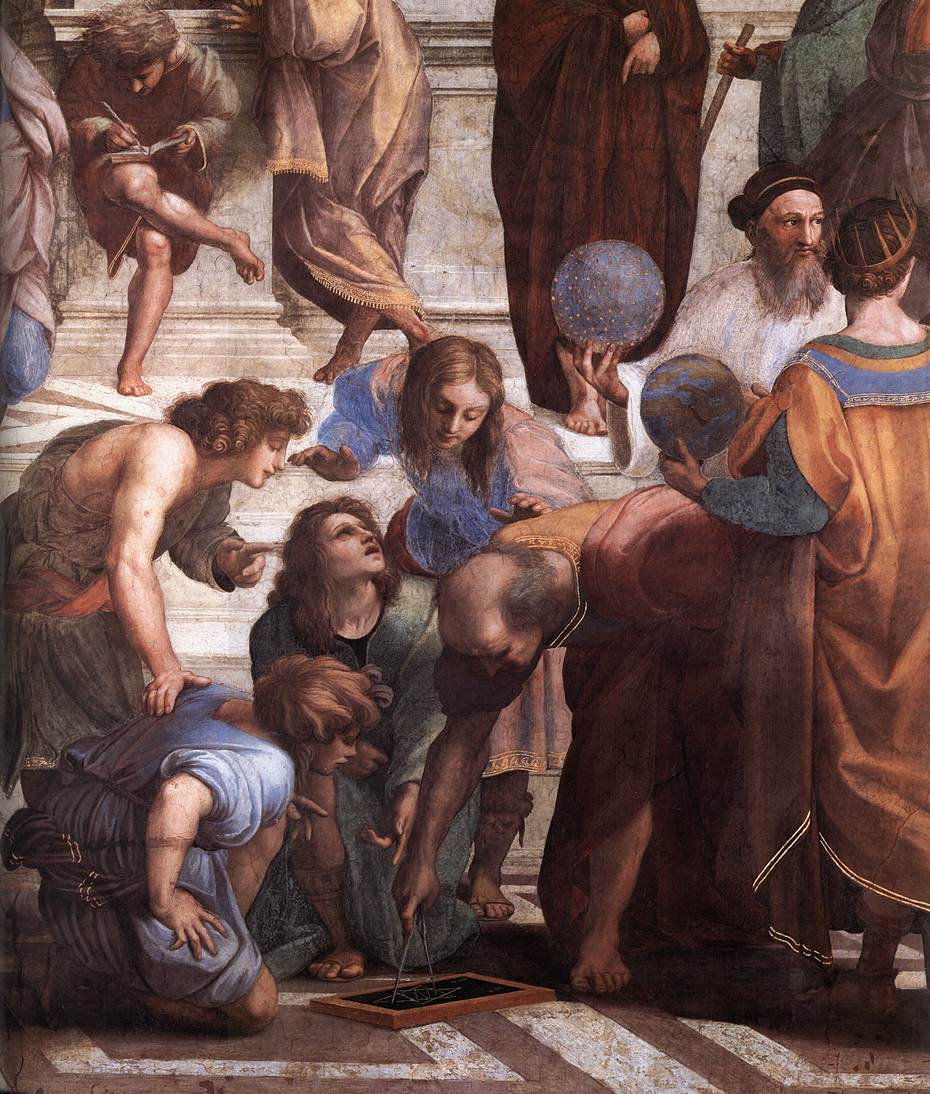
Euklides är den mest framstående av antikens matematiker, bäst känd för sitt verk Elementa. Här avbildas Euklides med passare i Rafaels freskomålning Skolan i Aten.

Matematik (från grekiska: Μαθηματικά) är en abstrakt och generell vetenskap om problemlösning och metodutveckling – abstrakt därför att den frigjort sig från problemens konkreta ursprung och generell därför att den är tillämpbar i ett stort antal områden och teoretiska modeller. Alternativt kan man även benämna den som en vetenskap om kvantitativa relationer och rumsliga strukturer i den verkliga världen. Exempel på matematiska begrepp är tal, data, struktur, kvantiteter, rum och deras förhållanden. Antingen som abstrakta koncept (ren matematik) eller tillämpningar i vetenskapliga discipliner såsom fysik och teknik (tillämpad matematik).
Medan naturvetenskapen studerar entiteter i tid och rum är det inte uppenbart att samma är sant för de objekt som studeras i matematik. Vidare skiljer sig metoderna för undersökning åt: naturvetenskapen tenderar att använda metoder av induktion och matematiken metoder av deduktion. Av bland annat nämnda skäl väcker matematik ontologiska och kunskapsteoretiska frågor skilda från vetenskapsteorin. Dessa frågor behandlas i matematikfilosofi.

## Etymologi
Det grekiska ordet mathemata betyder ungefär vad som lärs, ibland i en generell bemärkelse, ibland relaterat till astronomi, aritmetik och musik. Detta ord är nära relaterat till substantivet mathema (μάθημα), som betyder "lärdom", "kunskap" eller "studie". Mathema kommer i sin tur från verbet manthanein (μανθάνειν), vilket betyder "att lära sig". 
Ordet mathemata och dess släktord har i efterhand trätt in i etymologin hos andra europeiska språk. Franska mathématiques, spanska matemáticas, latinska mathematica och engelska mathematics har alltså ett gemensamt ursprung. Definitionen av ordet matematik har aldrig varit enhetlig och har varierat genom historien och mellan världsdelar som Europa, Kina och Mellanöstern. I historisk forskning om matematik letas ekvivalenta ord i andra kulturer. Genom att undersöka dessa ord och de aktiviteter som förknippats med dessa har historievetenskapen om matematik utvecklats.
I Sverige har matematik kommit att betyda skolämnet eller vetenskapen matematik, som i meningarna ”lärobok i matematik” och ”professor i matematik”. Ibland sägs vardagligt ”det är matematik”, med avseende på aritmetik som i ”det är lätt att räkna ut”.
Substantivet matte är i vardagligt tal slanguttryck för ordet matematik, enligt Nationalencyklopedin har slanguttrycket funnits sedan 1924. De engelska motsvarigheterna är math (amerikansk engelska) och maths (brittisk engelska, sedan 1890).

## Historia

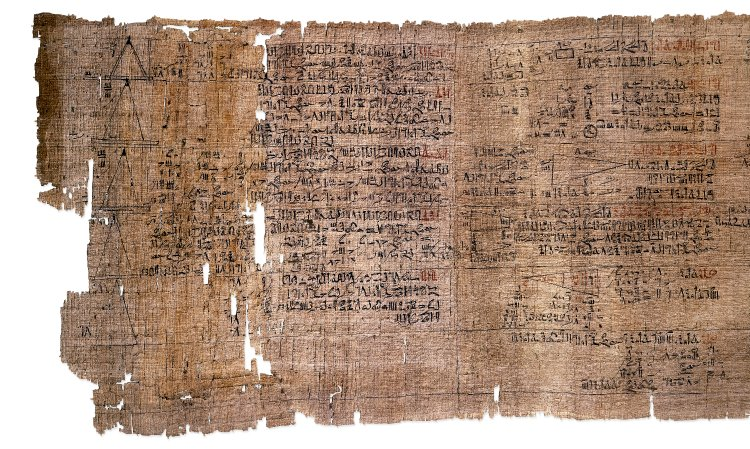
Rhindpapyrusen från The British Museum. Texten består av 84 problem om numeriska operationer, praktisk problemlösning och geometriska former.

Matematiken har en minst 4000 år lång historia. Vissa menar att matematikens historia går mycket längre bak; bland annat utvecklades matematik i Sumer, södra Mesopotamien och nuvarande Irak, i samband med utvecklandet av skrivkonsten och läsandet för cirka 5000 år sedan. Vår äldsta kunskap om människans användande av matematik är från antika Egypten och Babylonien. Andra kulturer där matematik förekommit är grekisk, arabisk, kinesisk, indisk, mayansk och amerikansk kultur. De matematiska ämnen som diskuterats har varit, bland andra, algebra, analys, tal och talteori, geometri och topologi, matematisk fysik och matematisk astronomi.
Den förste matematikern känd vid namn hette Ahmes och var en egyptisk skrivare som runt 1650 f.Kr. skrev ned ett antal matematiska problem han kallade antika skrifter. Idag kallas Ahmes antika skrifter för Rhindpapyrusen. Texten visar, tillsammans med andra arkeologiska fynd såsom Plimpton 322 (mellan 1900 och 1600 f.Kr., Babylonien) och Moskva-papyrusen (ca 1700 f.Kr. Mellersta riket, Forntida Egypten), att det antika Egypten och Babylonien, civilisationer före Antikens Grekland, hade ett välutvecklat numeriskt notationssystem.

### Matematiker
Norman L. Biggs skriver i sin lärobok Discrete Mathematics: "Matematiker behandlar påståenden. Ofta handlar påståendena om tal. Påståendena är antingen sanna eller falska. För att bestämma om ett påstående är sant eller falskt krävs ett bevis."

## Notation och terminologi
Matematiska begrepp införs med en definition som beskriver hur begreppet ska tolkas. Här presenteras ett antal grundläggande begrepp inom modern matematik. Nedanstående ska dock inte tolkas som matematiska definitioner, utan försök att förklara hur begreppen används.

### Mängder
En mängd är en samling objekt, till exempel en samling tal {1, 2, 3} som är en ändlig mängd, {1, 2, 3, ...} är däremot en oändlig mängd där punkterna markerar att numreringen fortsätter. En mängd utan innehåll kallas den tomma mängden. En mängd kan bestå av flera delmängder. Om har två mängder, kan man ta elementen som är gemensamma (snittet) eller ta elementen som finns i någon mängd (unionen). Dessutom kan man ta komplementet, de element som inte finns i den givna mängden men som finns i den största tänkbara mängden. Mängder och dess operationer studeras inom mängdteori, där Zermelo-Fraenkels mängdteori är den vanligaste modellen.

### Funktioner
Funktioner tar värden från ett område, definitionsmängden, och tilldela värden i ett annat område, värdemängden. Inom grundskolan är ofta dessa mängder mängden av de reella talen R.

### Tal
Matematikens numeriska system består bl.a. av de naturliga talen, heltalen, de rationella talen, de reella talen och de komplexa talen. Vi ska i detta avsnitt ge ett förslag till en konstruktion av de naturliga talen som använder sig av Peanos axiom. Utifrån denna konstruktion ska vi ge en axiomatisk definition av heltalen; vi använder ordet axiom för att mena grundantaganden som inte är i sig själva logiskt härledda resultat. Utifrån definitionen av heltal kan vi konstruera de rationella talen genom att använda oss av ordnade par av tal. En konstruktion av de reella talen finns bland annat i Richard Dedekind arbete.

#### Konstruktion av de naturliga talen
Med de naturliga talen N, avser vi mängden av icke-negativa heltal (0, 1, 2, osv). Intuitivt bygger vi de hela talen genom att börja med ett unikt element 0. Därefter associerar vi nästa tal i N med 0+1, och andra med (0+1)+1, osv. En sådan här förståelse av de naturliga talen är intuitiv, med det menat icke-formellt, eftersom + inte är en väldefinierad operation. Vi kan inte heller, under denna uppfattning, se att N är en oändlig mängd, ty ett argument för att N är oändligt är följande: ({\displaystyle \alpha }) antag att det finns ett största element n i N, då är n+1 i N och n+1 är större än n, således kan inte n vara det största talet i N och via reductio ad absurdum innehåller inte N ett största tal. Notera påståendet att n+1 är större än n, det är inte sant eftersom vi ännu inte har funnit någon matematisk mening med "större än" eller "mindre än". Peanos axiom löser problemen från denna diskussion:
Systemet {\displaystyle \mathbb {N} }, vars element vi kallar naturliga tal, är en mängd med ett unikt element 0 och en funktion s från N till N så att följande tre villkor är uppfyllda:
{\displaystyle (i)\qquad s(n)\neq 0{\text{ för alla element }}n\in \mathbb {N} }
{\displaystyle (ii)\qquad s(m)=s(n)\Rightarrow m=n{\text{ för alla element }}m,n\in \mathbb {N} }
{\displaystyle (iii)\qquad {\text{om }}A\subseteq \mathbb {N} {\text{ och }}s(n)\in A{\text{ för alla }}n\in \mathbb {N} {\text{ så gäller att }}A=\mathbb {N} }
Några kommentarer: till varje naturligt tal n säger vi att s(n) är dess efterföljare och vi definierar s i "konkreta" termer genom att skriva {\displaystyle s(n)=n+1}. Eftersom vi vill att alla tal i N är icke-negativa är det inte svårt att se att (i) är ett rimligt krav. Angående (ii): antag att kravet inte vore uppfyllt. Vi skulle då ha {\displaystyle s(n)=s(m)\Rightarrow n+1=m+1}. Ofta inser vi nu att vi kan subtrahera (en operation ej definierad på {\displaystyle \mathbb {N} }, ty om subtraktion vore definierad vore {\displaystyle \mathbb {N} } en icke-stängd mängd; dvs. att det finns element i {\displaystyle \mathbb {N} } sådan att en binär operation applicerad på dem resulterar i ett element som {\displaystyle \mathbb {N} } inte innheåller. T.ex: 0-1=-1 är inte i {\displaystyle \mathbb {N} }) och att n=m, så att om m är skilt från n har vi ett matematisk resultat som inte är i enlighet med allmän/kulturell/standardiserad matematisk intuition. Det är därför rimligt att (ii) gäller. (iii) kallar vi för matematisk induktion. A kan tänkas bestå av en mängd egenskaper P(n) som beror på naturliga tal n i {\displaystyle \mathbb {N} }. Om det från egenskapen, ibland kallat påstående, P(n) följer att P(n+1) för alla n i {\displaystyle \mathbb {N} }, säger vi att P(n) håller för alla n och kan skriva {\displaystyle A=\{n\in \mathbb {N} |P(n)\}=\mathbb {N} } (mängden A utläses: mängden av naturliga tal n för vilka P(n) gäller). Att induktion leder till många filosofiska problem är bland annat välkänt efter David Hume.
Med notationen från Peanos axiom definierar vi addition och multiplikation.
Addition: För element m, n i {\displaystyle \mathbb {N} } har vi att m+n är lika med s applicerad n gånger på s(m). Kortfattat: {\displaystyle m+n=s^{n}(m)}. Då vi utför denna procedur säger vi att vi adderar n till m. Proceduren kallar vi addition. Därmed är + en väldefinierad binär operation.
Multiplikation: m*n fås av att bygga en funktion g som applicerar s m gånger, och sen applicera g n gånger på 0. Kortfattat: {\displaystyle m\cdot n=(s^{m})^{n}(0)}. Då vi utför denna procedur säger vi att vi multiplicerar m och n. Proceduren kallar vi multiplikation. Därmed är * en väldefinierad binär operation.
Större än eller lika med: Vi säger att m är större än eller lika med n, skrivet {\displaystyle m\geq n}, om ekvationen m=n+x har en lösning x i N. Under samma villkor säger vi att n är mindre än eller lika med m. Om lösningen ges av x=0 säger vi att m är lika med n och skriver {\displaystyle m=n}. Om lösningen x är nollskild, säger vi att m är större än n och skriver {\displaystyle m>n}. Dvs: tecknet {\displaystyle \geq } kan utläsas "större än eller lika med".
Argumentet ({\displaystyle \alpha }) för att {\displaystyle \mathbb {N} } är en oändlig mängd är nu giltigt baserat på Peanos axiom.

#### Definition av heltalen
{\displaystyle \mathbb {N} } är en delmängd av heltalen {\displaystyle \mathbb {Z} }.

#### Konstruktion av de rationella talen
{\displaystyle \mathbb {Z} } är en delmängd av de rationella talen {\displaystyle \mathbb {Q} }.

#### Konstruktion av de reella talen
{\displaystyle \mathbb {Q} } är en delmängd av de reella talen {\displaystyle \mathbb {R} }.

### Rum
En vektor kan ses som en lista av tal, kallade element. Vektorer kan visas i koordinatsystem, eller definiera ett så kallat vektorrum. Dessa punkter kan sättas samman till geometriska figurer. En vektor kan i stället för tal bestå av andra objekt, som följer vissa grundläggande räkneregler. Till exempel kan polynom användas som vektorer.

### Matematisk notation
Matematisk notation är symboler som låter matematiker uttrycka idéer koncist. Till exempel tros symbolerna för addition och subtraktion uppstått på 1300-talet. Addition betecknas + och subtraktion betecknas −.

## Delområden

### Aritmetik
Vetenskapen om tal, och operationer på mängder av tal, kallas aritmetik. Aritmetiska operationer inkluderar addition, subtraktion, multiplikation och division, som kallas de fyra räknesätten. Dessutom ingår kongruensrelationen (att resten vid division är lika), faktorisering (uppdelning av ett tal i faktor som multiplicerade ihop blir talet) och potenser (att upphöja ett tal till ett annat).Operatorprioriteten avgör i vilken ordning olika delar av ett matematiskt uttryck ska beräknas. Aritmetiken var en del av quadrivium vid medeltida universitet.

### Geometri
Geometri är vetenskapen om rumsliga strukturer. Under 1600-talet vidaredefinierade René Descartes geometrin till algebraiska formuleringar, ett ämne som kom att kallas analytisk geometri. Några följder av Descartes upptäckter är att olika kägelsnitt kunde representeras i form av korta ekvationer och att plana geometriska figurer kunde avbildas i ett kartesiskt koordinatsystem. Vetenskapen som studerar vinklar och deras förhållanden mellan varandra kallas trigonometri, sambanden mellan geometriska och trigonometriska satser är starka. I modern tid har topologi blivit ett viktigt område, där studeras rumsliga strukturer precis som i geometrin med undantaget att formen, och inga avstånd, hos objekten betraktas. Strukturerna kan töjas eller dras ihop fast håligheter ska bevaras.

### Algebra
Algebra är en sorts vetenskap om kvantitativ balans. Elementär algebra, linjär algebra och abstrakt algebra är exempel på områden som alla behandlar algebraiska strukturer, som innehåller en mängd, några operation och räkneregler för dessa. Elementär algebra behandlar tal och linjär algebra matriser och vektorer. Abstrakt algebra eller modern algebra uppkom på 1800-talet när problem från talteorin och teorin för ekvationer ledde till studien av abstrakta matematiska objekt som kunde vara tal, polynom, permutationer eller element i andra mängder. De aritmetiska operationerna kan tillämpas på dessa objekt.

### Matematisk analys
Matematisk analys handlar om förändring. En stor del av analysen består av teorier om gränsvärden, varur teorin om derivator, ett mått på förändring, och integraler, gränsvärdet av en summa, bildas. Ibland pratas det om vektoranalys, där används matematisk analys och linjär algebra för att lösa problem, oftast i ett tredimensionellt rum.

### Diskret matematik
Diskret matematik handlar om heltalen. En viktig gren är kombinatorik som diskuterar kombinationer och permutationer av urval. Även grafteorin hör hit.

## Egenskaper och metodik
Matematiken söker abstrahera och generalisera olika koncept. Till exempel kan det finnas anledning att abstrahera begreppet symmetri, vilket bland annat leder till galoisteori.

### Bevisföring
Kortfattat är matematiska satser resultat härledda från ett antal påståenden, axiom, vilka är betraktade som uppenbara och sanna utan bevis. Ett axiom är inte en förmodan eller hypotes ty de senare betraktas ej som uppenbara.
En sats kan betraktas som ett sant matematiskt påstående. Ett bevis av en sats verifierar att satsen är en otvetydig sanning. Beviset är en verifikation i den meningen att den övertygar läsaren, med relevanta förkunskaper, om att satsen är sann. Relevanta förkunskaper inkluderar kunskapen om tidigare satser, axiom och definitioner. När vi skriver definition, avser vi en exakt förklaring av ett matematiskt ord eller en matematisk mening. Ibland förekommer orden lemma och följdsats för sanna matematiska påståenden. Ett lemma är en sats vars huvudsyfte är att förenkla beviset av en större sats. En följdsats är en direkt konsekvens av en sats.
Låt oss betrakta definitionen "ett heltal n är udda om n=2a+1 för något heltal a". Vi påstår att "7 är ett udda heltal" är ett sant matematiskt påstående. Genom att sätta "a=3" i definitionen har vi bevisat att 7 är ett udda heltal, eftersom 7=2·3+1.
Den brittiska matematikern Bertrand Russell (1872–1970) skrev:
| ”                  | Ren matematik består fullständigt av förklaringar som, om det och det påståendet är sant om någonting, är det och det påståendet sant om den saken... Det är nödvändigt att inte diskutera huruvida påståendet är verkligen sant, och inte nämna vad någonting är som antas vara sant... Om vår hypotes är om någonting och inte om någon eller några specifika saker, då konstituerar våra deduktioner matematik. Därför kan matematik definieras som det ämne inom vilken vi aldrig vet vad vi pratar om, eller om vad vi säger är sant. | „ |
| – Bertrand Russell | |   |

### Estetik
Många matematiker har talat om skönheten i matematik. Bland annat skrev G. H. Hardy:
| ”             | Matematikerns mönster, som konstnärens eller poetens, måste vara vackra; idéerna, likt färgerna eller orden, måste bindas på ett harmoniskt sätt. Skönhet är det första testet: det finns ingen permanent plats i den här världen för ful matematik. | „ |
| – G. H. Hardy | |   |

## Matematikfilosofi
Matematikfilosofi avser ett antal filosofiska inriktningar som gör påståenden om vad matematiken är. Exempel på sådana inriktningar är de fyra skolorna: logicism, intuitionism, formalism och predicativism; platonism, nominalism och strukturalism.

## Tillämpad matematik

### Fysik
Fysik är den ursprungliga benämningen på all naturvetenskap. När bland andra kemin, biologin och geovetenskaperna blev separata vetenskaper kom fysiken att bli den vetenskap som studerar de grundläggande strukturerna hos materia. Teoretisk fysik är rätt så matematiskt inriktad.

### Numerisk analys
Numerisk analys är en vetenskap som består av metoder för att med dator numeriskt finna (approximativa) lösningar till matematiska problem. Exempel är att finna rötter till ekvationer på formen {\displaystyle f(x)=0} eller att anpassa ett polynom till ett antal punkter.

### Sannolikhetsteori och statistik
Sannolikhetsteorin söker beskriva och studera matematiska modeller av slumpmässiga fenomen från ett teoretiskt perspektiv. Statistik är det område som vill skapa metoder, principer, kriterier, m.m. för att diskutera data från slumpmässiga fenomen eller data från experiment och observationer från verkligheten. Kunskaper och teorier från sannolikhetsteorin kan exempelvis användas till att formulera sådana metoder, principer och kriterier; något som visar att sannolikhetsteorin och statistikteorin är tätt förknippade.
Modeller används i många akademiska vetenskaper, dessa är oftast deterministiska. Det innebär att givet ett antal initiala kända värden, kan vi förutsäga en framtida händelse. Isaac Newton visade att hans rörelselagar är deterministiska eftersom de kan förutsäga tiden det tar för jorden att göra ett varv runt solen. I sannolikhetsteorin studeras slumpmässiga fenomen där framtida utfall inte kan förutsägas exakt, därför diskuteras inte deterministiska modeller utan s.k. probabilistiska modeller. Exempelvis beskriver myntkast ett slumpmässigt fenomen: trots att vi har fullständig kunskap om myntets konstruktion, t.ex. att det är symmetriskt, kan vi inte förutsäga i vilket fall det blir krona eller klave. Istället för en deterministisk modell krävs en probabilistisk.
Den relevanta skillnaden mellan sannolikhetsteorin och statistikteorin är att vi i sannolikhetsteorin har (a) en given slumpmodell och försöker utifrån denna förutsäga utfallet i ett slumpförsök, medan i statistikteorin är förhållandet omvänt och vi har (b) ett utfall från ett slumpförsök och vill beskriva den underliggande slumpmodellen. En biokemist kan använda sig av statistiska metoder för att utveckla medicin som lindrar huvudvärk. Ges medicinen till olika personer kommer variationen mellan personer innebära att de upplever olika mycket förändring i sin huvudvärk. En statistik analys av data från ett sådant experiment kan svara på hur mycket lindring som kan förväntas i genomsnitt.

### Optimeringslära
Optimering handlar om att maximera eller att minimera en storhet där något bivillkor är givet.

## Utbildning
I Sverige är matematik, enligt Skolverket, "ett nationellt prioriterat utvecklingsområde". Vidare ingår matematik, enligt kursplanen, i för-, grund-, grundsär-, same-, gymnasie-, gymnasiesärskolan samt vuxenutbildningen. Matematikundervisning förekommer i samtliga världsdelar och kontinenter.
Matematiklärarutbildning bedrivs vid universitet och högskolor. Exempelvis Matematiska institutionen vid Stockholms universitet anger att man "inom ämneslärarprogrammet i matematik, naturvetenskapliga ämnen och teknik har du möjlighet att välja matematik antingen som första eller som andra ämne. ... Man kan också kombinera matematik med ämnen från andra fakultet, såsom historia eller engelska".
I Sverige bedrivs matematikforskning bland annat på universiteten Stockholms universitet, Uppsala universitet, Linköpings universitet, Chalmers tekniska högskola, Kungliga Tekniska högskolan, Luleå tekniska universitet, Lunds universitet och Mälardalens universitet, men även på institutioner som Institut Mittag-Leffler och Fraunhofer-Chalmers Research Centre for Industrial Mathematics. I Finland bedrivs matematikforskning bland annat i Helsingfors universitet. Andra exempel där matematikforskning bedrivs är amerikanska universitet Massachusetts Institute of Technology, engelska Universitetet i Cambridge, schweiziska Eidgenössische Technische Hochschule Zürich, kinesiska Pekinguniversitetet, franska École polytechnique, japanska Tokyo Kogyo-universitetet och många fler.
Exempel på matematiska tidskrifter är Acta Mathematica, Annals of Mathematics och The American Mathematical Monthly.

### Fotnoter
1. ↑  ”Euclid of Alexandria”. University of St Andrews Scotland. http://www-history.mcs.st-and.ac.uk/Biographies/Euclid.html. Läst 6 april 2013.
2. ↑  ”The School of Athens”. Hampden-Sydney College. Arkiverad från originalet den 28 februari 2018. https://web.archive.org/web/20132020371300/http://www.hsc.edu/Academics/Academic-Majors/Philosophy/Philosophy-at-H-SC/School-at-Athens/Euclid.html. Läst 6 april 2013.
3. 1 2  ”matematik”. Nationalencyklopedin. http://www.ne.se.ezp.sub.su.se/lang/matematik. Läst 4 april 2013.
4. ↑  ”Mathematics”. The European Mathematical Society. http://www.encyclopediaofmath.org/index.php/Mathematics. Läst 9 april 2013.
5. 1 2  ”mathematics”. Oxford Dictionaries. Arkiverad från originalet den 4 april 2013. https://web.archive.org/web/20130404064222/http://oxforddictionaries.com/definition/english/mathematics. Läst 2 april 2013.
6. ↑  Clapham & Nicholson 2009, s. 505.
7. 1 2 3 4 5  ”Philosophy of Mathematics”. Stanford Encyclopedia of Philosophy. http://plato.stanford.edu/entries/philosophy-mathematics/. Läst 2 april 2013.
8. 1 2 3  Stedall 2012, s. 18.
9. ↑  ”Mathematical - Etymology, Origin & Meaning” (på amerikansk engelska). etymonline. https://www.etymonline.com/word/mathematical. Läst 2 juli 2025.
10. ↑  ”Etymology of the Word Mathematics”. The Math Forum: Ask Dr. Math. Arkiverad från originalet den 30 maj 2013. https://web.archive.org/web/20130530200147/http://mathforum.org/library/drmath/view/52380.html. Läst 6 april 2013.
11. 1 2  Stedall 2012, s. 19.
12. ↑  ”Uppslagsord: MATEMATIK”. Svenska Akademiens Ordbok. https://www.saob.se/artikel/?seek=matematik&pz=1. Läst 7 mars 2019.
13. ↑  ”matte”. Nationalencyklopedin. http://www.ne.se.ezp.sub.su.se/sve/matte/O241262?i_h_word=matte. Läst 22 april 2013.
14. ↑  ”Mathematics”. WolframMathWorld. http://mathworld.wolfram.com/Mathematics.html. Läst 22 april 2013.
15. ↑  ”Rhind Mathematical Papyrus”. The British Museum. Arkiverad från originalet den 7 december 2013. https://web.archive.org/web/20131207004358/http://www.britishmuseum.org/research/collection_online/collection_object_details.aspx?objectId=110036&partId=1. Läst 9 april 2013.
16. ↑  Stedall 2012, s. xv.
17. ↑  ”What is mathematics?”. University of Oregon. Arkiverad från originalet den 31 maj 2013. https://web.archive.org/web/20130531204628/http://pages.uoregon.edu/moursund/Math/mathematics.htm. Läst 24 april 2013.
18. ↑  ”Babylonian Mathematics”. G. Donald Allen. Arkiverad från originalet den 11 juni 2014. https://web.archive.org/web/20140611141038/http://www.math.tamu.edu/~dallen/masters/egypt_babylon/babylon.pdf. Läst 8 augusti 2013.
19. 1 2  ”Mathematics in various cultures, Mathematical topics”. University of St Andrews Scotland. http://www-history.mcs.st-and.ac.uk/Indexes/HistoryTopics.html. Läst 24 april 2013.
20. 1 2 3  Elwes 2010, s. 6.
21. ↑  ”Plimpton 322”. Clark University. http://aleph0.clarku.edu/~djoyce/mathhist/plimpnote.html. Läst 24 april 2013.
22. ↑  ”Moscow Mathematical Papyrus”. Saint Louis University. Arkiverad från originalet den 1 juni 2013. https://web.archive.org/web/20130601110441/http://mathcs.slu.edu/history-of-math/index.php/Moscow_Mathematical_Papyrus. Läst 24 april 2013.
23. ↑  Biggs 2009, s. 1.
24. ↑  Rogosinski 1954, s. 4-9.
25. ↑  ”Earliest Uses of Various Mathematical Symbols”. Jeff Miller Web Pages. http://jeff560.tripod.com/mathsym.html. Läst 4 april 2013.
26. ↑  ”Arithmetic”. The European Mathematical Society: Encyclopedia of mathematics. http://www.encyclopediaofmath.org/index.php/Arithmetic. Läst 8 augusti 2013.
27. ↑  ”Arithmetic”. WolframMathWorld. http://mathworld.wolfram.com/Arithmetic.html. Läst 8 augusti 2013.
28. ↑  Carleson, Lennart (1968). Matematik för vår tid : en presentation och ett debattinlägg. Stockholm: Prisma
29. ↑  Beachy & Blair 1996, s. xvii.
30. ↑  Eriksson & Gavel 2002.
31. ↑  ”An Introduction to Galois Theory”. NRICH. http://nrich.maths.org/1422. Läst 4 april 2013.
32. ↑  ”Axiom”. WolframMathWorld. http://mathworld.wolfram.com/Axiom.html. Läst 4 april 2013.
33. 1 2  ”Chapter 4: Direct Proof”. Book of Proof av Richard Hammack. Arkiverad från originalet den 24 mars 2012. https://web.archive.org/web/20120324091528/http://www.people.vcu.edu/~rhammack/BookOfProof/Direct.pdf. Läst 11 augusti 2013.
34. ↑  ”Proofs in Mathematics”. cut-the-knot.org. http://www.cut-the-knot.org/proofs/index.shtml. Läst 14 augusti 2013.
35. ↑  ”Is Mathematics Beautiful?”. Cut the Knot. http://www.cut-the-knot.org/manifesto/beauty.shtml. Läst 4 april 2013.
36. ↑  Hardy 2012, s. 84.
37. ↑  ”Fysik”. Nationalencyklopedin. http://www.ne.se/fysik. Läst 4 april 2013.
38. ↑  ”Numerisk analys”. Nationalencyklopedin. http://www.ne.se/numerisk-analys. Läst 4 april 2013.
39. 1 2 3 4 5 6  Gut 2009, s. 1–2.
40. ↑  ”determinism”. Department of Physics, The University of Texas at Austin. http://order.ph.utexas.edu/chaos/determinism.html#panel08. Läst 25 juli 2013.
41. ↑  Britton 2008, s. 265.
42. ↑  Devore 2012, s. 1–8.
43. ↑  ”Matematik”. Skolverket. Arkiverad från originalet den 15 juni 2012. https://web.archive.org/web/20120615063139/http://www.skolverket.se/skolutveckling/amnesutveckling/matematik. Läst 26 april 2013.
44. ↑  ”Matematik: Läroplaner, kursplaner och ämnesplaner”. Skolverket. Arkiverad från originalet den 10 maj 2013. https://web.archive.org/web/20130510022328/http://www.skolverket.se/kursplaner-och-betyg/laroplaner-kursplaner-amnesplaner. Läst 26 april 2013.
45. ↑  ”PISA Participating countries/economies”. OECD. Arkiverad från originalet den 8 september 2015. https://web.archive.org/web/20150908034707/http://www.oecd.org/pisa/participatingcountrieseconomies/. Läst 26 april 2013.
46. ↑  ”Matematiska institutionen”. Stockholms universitet. 7 augusti 2014. Arkiverad från originalet den 26 mars 2017. https://web.archive.org/web/20170326052309/http://www.math.su.se/utbildning/l%C3%A4rarutbildning/%C3%A4mnesl%C3%A4rarprogrammet/bli-matematikl%C3%A4rare-1.80271. Läst 25 mars 2017.
47. ↑  ”Matematikcentrum”. Lunds universitet. http://www.maths.lu.se/forskning/. Läst 26 april 2013.
48. ↑  ”Matematiska vetenskaper Chalmers tekniska högskola”. Chalmers tekniska högskola. http://www.chalmers.se/sv/institutioner/math/forskning/Sidor/default.aspx. Läst 26 april 2013.
49. ↑  ”Matematiska institutionen Stockholms universitet”. Stockholms universitet. http://www.math.su.se/forskning. Läst 26 april 2013.
50. ↑  ”Matematiska institutionen Uppsala universitet”. Uppsala universitet. http://www.math.uu.se/Forskning/. Läst 26 april 2013.
51. ↑  ”Matematiska institutionen Kungliga Tekniska högskolan”. Kungliga Tekniska högskolan. http://www.sci.kth.se/en/institutioner/math/forskning/matematik. Läst 26 april 2013.
52. ↑  ”Om Institut Mittag-Leffler”. Institut Mittag-Leffler. Arkiverad från originalet den 7 september 2015. https://web.archive.org/web/20150907230337/http://www.mittag-leffler.se/?q=about. Läst 26 april 2013.
53. ↑  ”Mathematics as a technology”. Fraunhofer-Chalmers Research Centre for Industrial Mathematics. http://www.fcc.chalmers.se/. Läst 27 april 2013.
54. ↑  ”World's Best Universities Mathematics”. USNews. Arkiverad från originalet den 30 september 2013. https://web.archive.org/web/20130930233851/http://www.usnews.com/education/worlds-best-universities-rankings/best-universities-mathematics. Läst 26 april 2013.
55. ↑  ”Mathematical Journals”. Mathematics on the Web Pages. Arkiverad från originalet den 26 april 2013. https://web.archive.org/web/20130426052229/http://www.mathontheweb.org/mathweb/mi-journals.html. Läst 4 april 2013.

### Originalcitat
1. ↑  "Mathematicians deal with statements. Usually the statements are about numbers. The statements may be true or false. To decide whether a statement is true or false requires a proof."
2. ↑  "Pure mathematics consists entirely of such asseverations as that, if such and such a proposition is true of anything, then such and such another proposition is true of that thing... It's essential not to discuss whether the proposition is really true, and not to mention what the anything is of which it is supposed to be true... If our hypothesis is about anything and not about some one or more particular things, then our deductions constitute mathematics. Thus mathematics may be defined as the subject in which we never know what we are talking about, nor whether what we are saying is true."
3. ↑  "The mathematician's patterns, like the painter's or the poet's must be beautiful; the ideas, like the colors or the words must fit together in a harmonious way. Beauty is the first test: there is no permanent place in this world for ugly mathematics."